# Watesari
Watesari is een bestuurslaag in het regentschap Sidoarjo van de provincie Oost-Java, Indonesië. Watesari telt 2996 inwoners (volkstelling 2010).